# Cloud API
Las Cloud APIs son interfaces de programación de aplicaciones (API) que se utilizan para construir aplicaciones en el mercado de la computación en la nube. Las Cloud APIs permiten al software solicitar los datos y los cálculos de uno o más servicios a través de una interfaz directa o indirecta. Las Cloud APIs más comúnmente exponen sus características a través de REST y / o SOAP.El proveedor de determinadas interfaces multiplataforma determina si están disponibles para algunas funciones específicas. Las interfaces entre plataformas tienen la ventaja de permitir que las aplicaciones accedan a los servicios de varios proveedores sin volver a escribir, pero pueden tener menos funcionalidad u otras limitaciones frente a soluciones específicas del proveedor.

## Infraestructura
La infraestructura API modifica los recursos disponibles para utilizar la aplicación. Las funciones incluyen provisiones (crear, re-crear, mover o eliminar componentes  como máquinas virtuales) y configuración (asignar o cambiar los atributos de la arquitectura, como la seguridad y la configuración de red). Estos componentes y su uso común se conoce como infraestructura como servicio (IaaS, por sus siglas en inglés de infrastructure as a service).
Oracle ofrece la más amplia selección de soluciones de nube de clase empresarial, incluyendo el software como servicio (SaaS), Plataforma como servicio (PaaS) e infraestructura como servicio (IaaS). Ahora se pueden sacar datos la gestión de TI y concentrarse en hacer crecer los negocios.

## Servicio
El servicio API proporciona una interfaz en una capacidad específica proporcionada por un servicio creado explícitamente para habilitar esa capacidad. Las base de datos, mensajería, Portales web, la cartografía, el comercio electrónico y de almacenamiento son ejemplos de servicio API. Estos servicios se refieren comúnmente como plataforma como servicio.